# Thalhausen

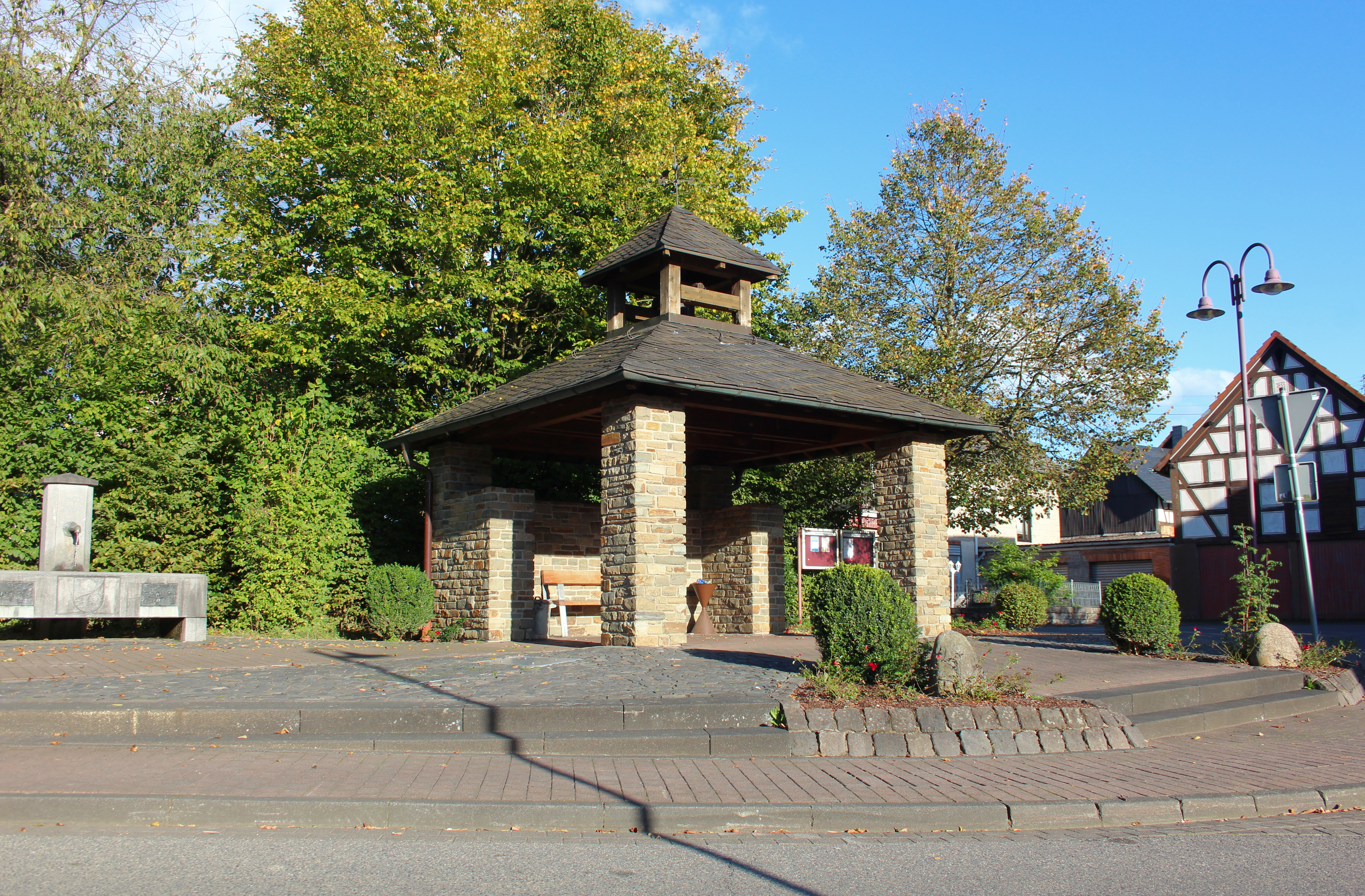
Thalhausen (2024)

Thalhausen ist eine Ortsgemeinde im Landkreis Neuwied im Norden von Rheinland-Pfalz. Sie gehört der Verbandsgemeinde Rengsdorf-Waldbreitbach an.

## Geographie
Der Ort liegt im Naturpark Rhein-Westerwald östlich von Rengsdorf.
Zu Thalhausen gehören auch die am Iserbach liegenden Wohnplätze Mühlenhof und Thalhauser Mühle.

## Geschichte

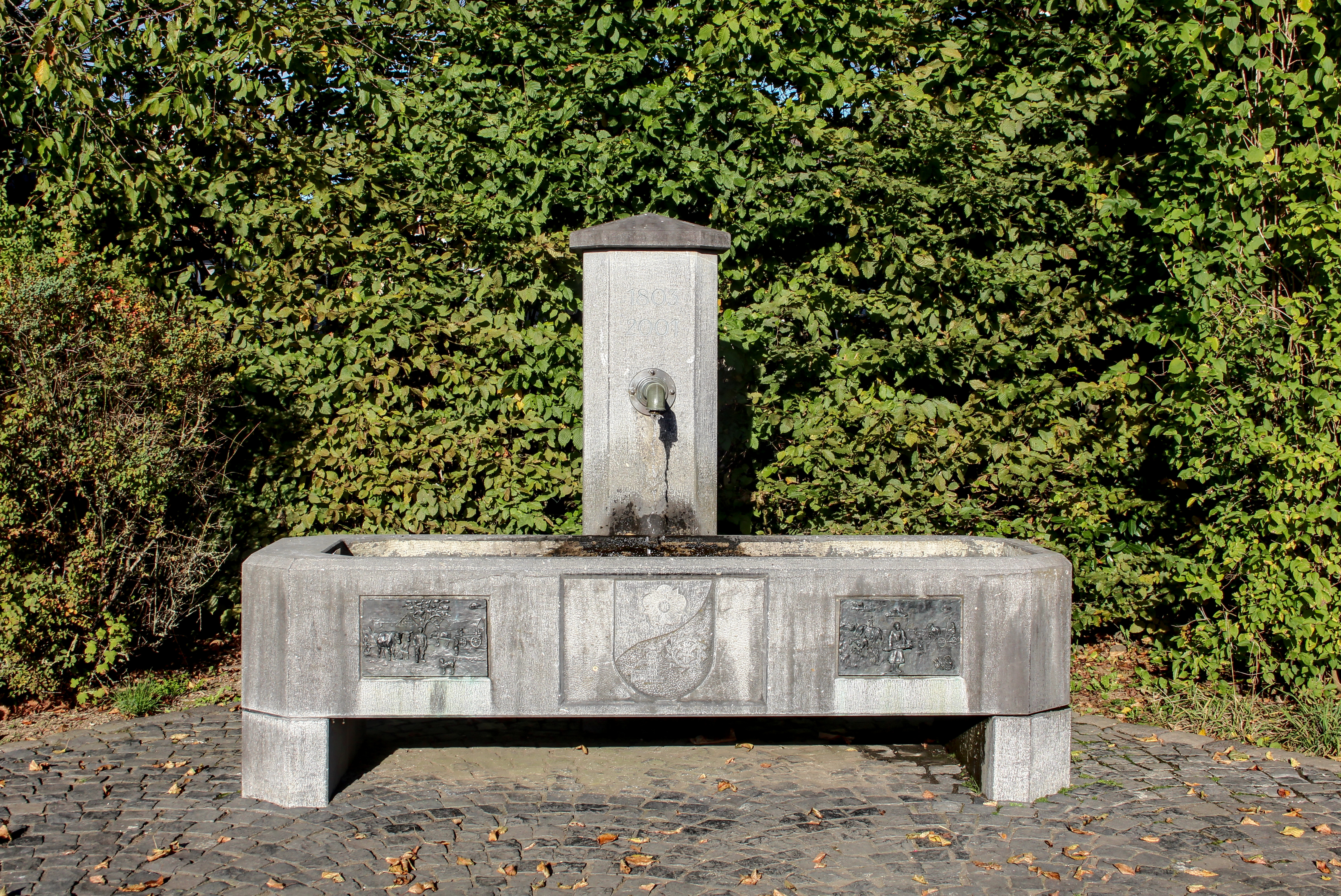
Der Brunnen von Thalhausen

Thalhausen wurde erstmals im Jahre 1393 als Dailhusen urkundlich erwähnt.
Der Ort gehörte zum Kirchspiel Anhausen und bis 1806 zur Grafschaft Wied bzw. seit 1784 zum Fürstentum Wied-Neuwied. 1806 kam Thalhausen zum Herzogtum Nassau und 1815 zum Königreich Preußen. Unter der preußischen Verwaltung wurde Thalhausen eine Gemeinde im Standesherrlichen Kreis Neuwied, der zum Regierungsbezirk Koblenz und von 1822 an zur Rheinprovinz gehörte und von der Bürgermeisterei Anhausen verwaltet wurde. Der standesherrliche Sonderstatus bedeutete, dass mit Ausnahme der Hoheits-, Militär- und Steuerangelegenheiten, die dem Königreich Preußen zustanden, die Gemeinde und deren Einwohner bis 1848 weiterhin der Fürstlichen Regierung unterstanden. Seit 1946 gehört Thalhausen zu dem damals neu gebildeten Land Rheinland-Pfalz, seit 1968 war Thalhausen eine der Verbandsgemeinde Rengsdorf zugehörende Ortsgemeinde. Mit Auflösung der Verbandsgemeinde Rengsdorf am 1. Januar 2018 kam Thalhausen zur Verbandsgemeinde Rengsdorf-Waldbreitbach.

### Einwohnerentwicklung
Die Entwicklung der Einwohnerzahl von Thalhausen, die Werte von 1871 bis 1987 beruhen auf Volkszählungen:
| Jahr | Einwohner |
| ---- | --------- |
| 1815 | 177       |
| 1835 | 311       |
| 1871 | 310       |
| 1905 | 361       |
| 1939 | 380       |

| Jahr | Einwohner |
| ---- | --------- |
| 1950 | 404       |
| 1961 | 396       |
| 1970 | 466       |
| 1987 | 557       |
| 1997 | 620       |

| Jahr | Einwohner |
| ---- | --------- |
| 2005 | 744       |
| 2011 | 743       |
| 2017 | 719       |
| 2023 | 774       |

## Politik

### Bürgermeister
Florian Schäfer wurde 2024 Ortsbürgermeister von Thalhausen.
Sein Vorgänger war Rolf Kurz seit 2018. Bei der Direktwahl am 26. Mai 2019 wurde er mit einem Stimmenanteil von 66,50 % für weitere fünf Jahre in seinem Amt bestätigt. Vorgänger von Rolf Kurz waren Norman Kranz (Ortsbürgermeister vom Juli 2014 bis zu seinem Rücktritt im Mai 2018) und Volker Lemgen, der das Amt zuvor 22 Jahre ausübte.

## Verkehr
Östlich der Gemeinde verläuft die Bundesstraße 413, die von Koblenz nach Hachenburg führt. Die nächste Autobahnanschlussstelle ist Dierdorf an der A 3. Der nächstgelegene ICE-Bahnhof ist in Montabaur an der Schnellfahrstrecke Köln–Rhein/Main.